# Parafia św. Mikołaja w Baniach Mazurskich
Parafia Świętego Mikołaja w Baniach Mazurskich – parafia greckokatolicka w Baniach Mazurskich, w dekanacie węgorzewskim eparchii olsztyńsko-gdańskiej. 
Założona w 1954. Mieści się przy ulicy Marii Konopnickiej.
Od 1957 do 1978 wikariuszem parafii był ks. Eugeniusz Uscki.